# قطعنامه ۱۶۸ شورای امنیت
قطعنامه  ۱۶۸ شورای امنیت سازمان ملل متحد که در تاریخ ۰۳ نوامبر ۱۹۶۱ تصویب شد، سندی بین‌المللی دربارهٔ پیشنهاد انتصاب دبیر کل سازمان ملل است. این قطعنامه طی نشست ۹۷۲ام با ۱۱ موافق، ۰ مخالف و ۰ ممتنع تصویب شد.